# Batracomorphus triton
Batracomorphus triton är en insektsart som beskrevs av Knight 1983. Batracomorphus triton ingår i släktet Batracomorphus och familjen dvärgstritar. Inga underarter finns listade i Catalogue of Life.